# Ranitomeya lamasi
Ranitomeya lamasi är en groddjursart som först beskrevs av Morales 1992.  Ranitomeya lamasi ingår i släktet Ranitomeya och familjen pilgiftsgrodor. IUCN kategoriserar arten globalt som livskraftig. Inga underarter finns listade i Catalogue of Life.